# Les Cametes
Les Cametes és una masia de Tavèrnoles (Osona) inclosa a l'Inventari del Patrimoni Arquitectònic de Catalunya.

## Descripció
Masia de planta basilical. El carener és paral·lel a la façana, situada a migdia. Presenta un portal rectangular amb la llinda datada i una finestra protegida per un llangardaix. A la planta baixa, a la part esquerra, se li adossa una construcció de planta única i coberta amb lloses que ubica el forn. Al primer pis hi ha finestres amb els ampits motllurats i lloses per posar torratxes. Al segon pis hi ha una portal parcialment tapat amb llinda datada. A ponent hi ha una finestra al primer pis de les mateixes característiques que les anteriors. Al nord s'adossa un cos d'una sola planta i s'obren finestres al primer pis. A l'est s'adossa un altre cos. Als murs Nord i Sud s'hi veuen lloses inclinades que detecten l'antiga posició de la teulada. És construïda amb maçoneria i carreus de gres verd.
El forn és un element d'ús domèstic. Està adossat al mur de ponent del mas. És de forma rectangular i de planta rectangular (1mx2m) i l'alçada aproximada és de 1'5m. És cobert per tres grans lloses de pedra i per un teuladet de teula vermella al damunt. L'angle sud-oest és de forma arrodonida. Exteriorment no té cap obertura, ja que la té per la part de la cuina.
És construït amb maçoneria, grans lloses de pedra i teules i l'estat de conservació és mitjà.

## Història
A jutjar per la posició de l'aparell constructiu la casa devia ser coberta a dues vessants i, més tard, en ampliar-la es deuria transformar l'antiga estructura en tipus basilical
Alguns dels elements duen les dates constructives següents:
-Finestra de migdia de planta baixa: 17 + 72
-Segon pis: 1796
El forn és un element que actualment està en desús però que havia tingut una funció molt important a les masies especialment per coure el pa o bé per esberlar pinyes.
La seva història va unida a la del mas.